# 人民広場駅 (長春市)
人民広場駅（じんみんひろばえき）は、中華人民共和国吉林省長春市南関区人民広場に位置する長春軌道交通1号線の駅。将来的には5号線との乗換駅になる予定である。

## 歴史
- 2017年6月30日：1号線の駅として開業[2]。

## 駅構造
島式ホーム1面2線を有する地下駅。

### のりば
案内上ののりば番号は設定されていない。
| 路線    | 方向 | 行先                 |
| ------- | ---- | -------------------- |
| ■ 1号線 | 北行 | 長春駅・北環城路方面 |
| ■ 1号線 | 南行 | 紅嘴子方面           |

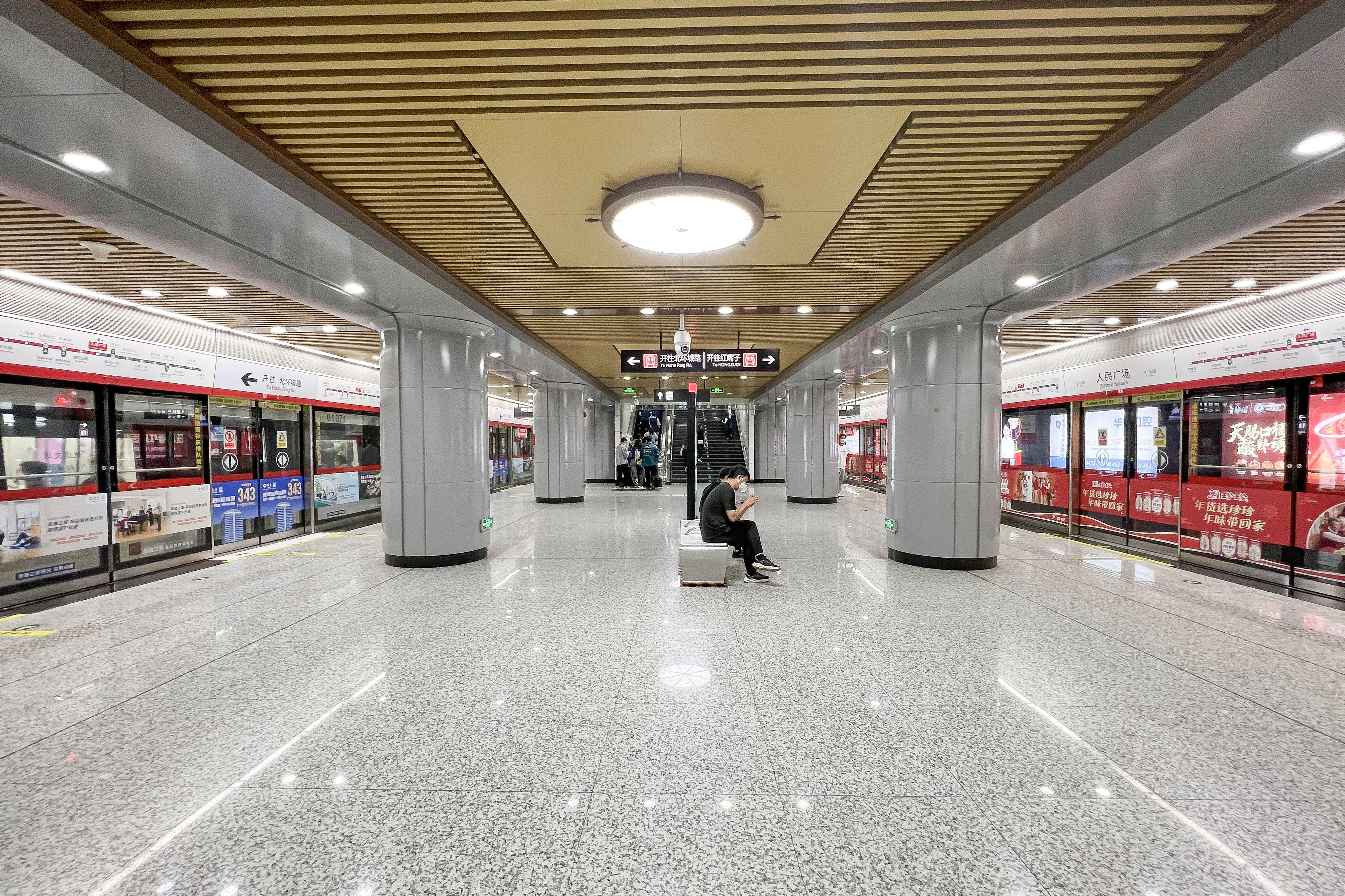
ホーム
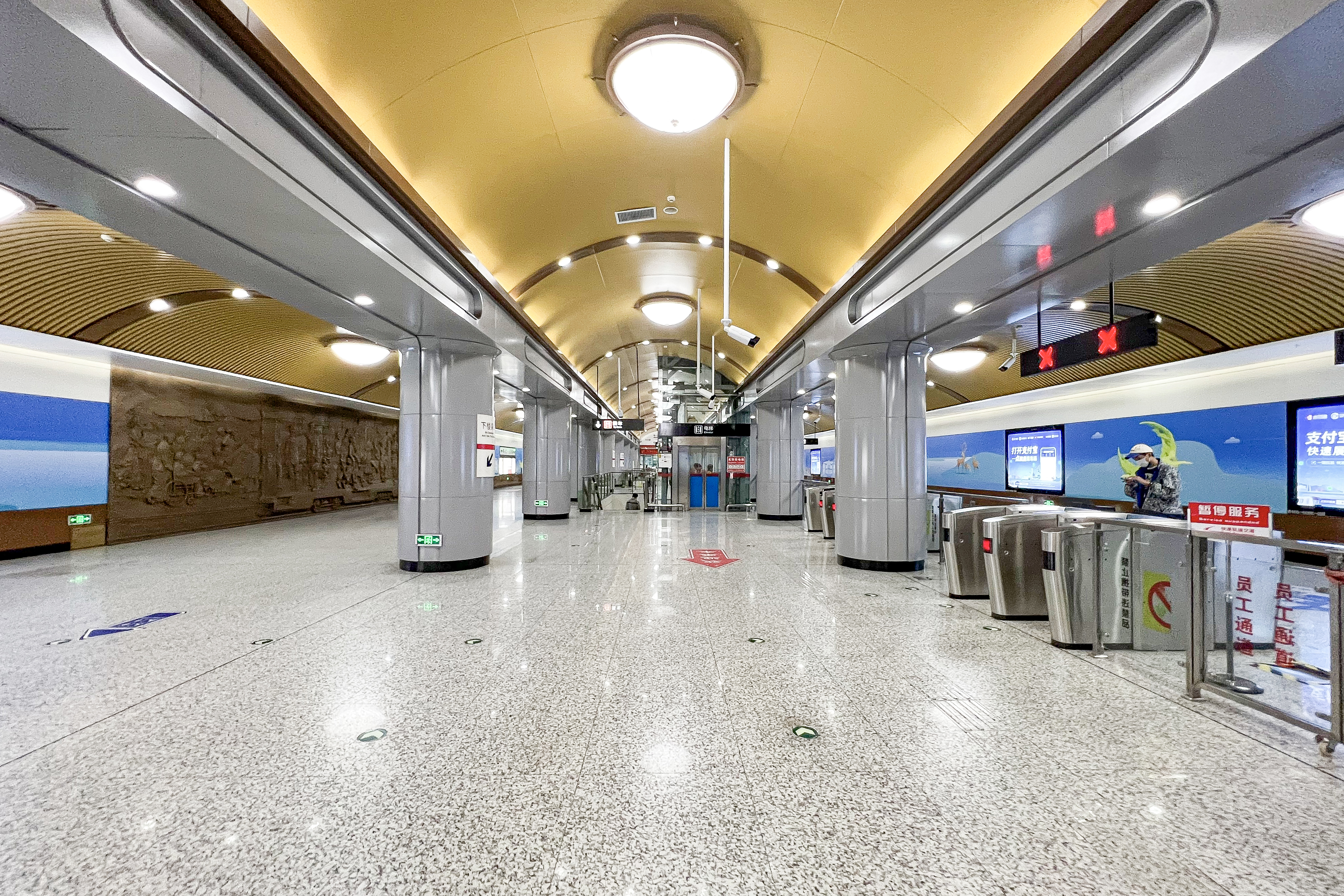
コンコース

## 駅周辺
- 旧満洲中央銀行本店（中国語版）
- 長春国際貿易中心喜事城
- 長春工会ビル
- 工人文化宮
- 吉林省ホテル
- 人民広場 (長春市)（中国語版）
- 旧満洲電信電話本社

## 隣の駅
長春軌道交通
■ 1号線
勝利公園駅 - 人民広場駅 - 解放大路駅